# Dennis True
Dennis True (* 3. Dezember 1988 in Delmenhorst; † 4. Januar 2025) war ein deutscher Politiker der SPD und von 2022 bis zu seinem Tod Mitglied des Niedersächsischen Landtags.

## Leben und Beruf
True wuchs hauptsächlich auf dem landwirtschaftlichen Betrieb seiner Großeltern in Stuhr-Blocken auf, wo er auch später noch aushalf. Seine Schulzeit verbrachte er in Moordeich: 1995 erfolgte die Einschulung, nach vier Jahren Grundschule wechselte er in die Orientierungsschule des Schulzentrums, die heutige Lise-Meitner-Schule. 2005 legte er den erweiterten Realschulabschluss ab. Danach absolvierte er die schulische Ausbildung zum Kaufmännischen Assistenten für Wirtschaftsinformatik. Es folgte ein weiteres Schuljahr in der Fachoberschule Wirtschaft, das er mit der Fachhochschulreife abschloss. 2008 begann er die Berufsausbildung zum Fachinformatiker für Anwendungsentwicklung bei den Vereinigten Informationssystemen für Tierhaltung in Verden (Aller). Im Anschluss an die Ausbildung studierte er Wirtschaftsinformatik an der Hochschule Bremerhaven, das Studium beendete er jedoch nach zwei Semestern.
Ab 2013 war True beim Bremer IT-Dienstleister Merentis tätig, zunächst als Softwareentwickler, später als Leiter der Abteilung Softwareentwicklung und Ausbilder für technische Ausbildungsberufe.
Neben dem Beruf trat True mit der Heimatbühne Stuhr auf, welche Theaterstücke auf Plattdeutsch aufführt. Ferner war er bis November 2022 ehrenamtlicher Richter am Verwaltungsgericht Hannover.
True starb im Alter von 36 Jahren an einer Krebserkrankung.

## Politik
True trat 2014 in die SPD ein. Dort war er zunächst als Schriftführer tätig, außerdem gründete er die Juso-Arbeitsgruppe. 2016 wurde er erstmals in den Gemeinderat von Stuhr gewählt und übernahm dort das Amt des stellvertretenden Fraktionsvorsitzenden. 2018 wurde er zum Vorsitzenden der SPD Stuhr gewählt. Ab 2019 war er zudem stellvertretender Vorsitzender des SPD-Unterbezirks Diepholz.
Im November 2021 wurde True als Kandidat der SPD für den Wahlkreis Syke aufgestellt. Bei der Landtagswahl 2022 gewann er das Direktmandat mit 36,6 Prozent der Stimmen und zog so in den Landtag ein. Nach seinem Tod rückte Karola Margraf für ihn in den Landtag nach.